# Maurice Rauch
Maurice (Moische) Rauch (geboren am 2. Mai 1910 in Anykščiai, Gouvernement Kowno, Russisches Kaiserreich, heute Litauen; gestorben am 1994 in New York), auch Moshe Rauch, war ein US-amerikanischer Komponist, Chorleiter und Pianist. Er gilt als eine der bedeutendsten Persönlichkeiten der jiddischen Musikszene in den Vereinigten Staaten, “in particular in its widespread choral movement”.

## Leben
Maurice Rauch wurde 1910 in eine jüdische Familie geboren und wurde im Alter von neun Monaten in die USA nach New York gebracht, wohin sein Vater, ein aktiver Teilnehmer der kommunistischen Bewegung in Russland, aus Angst vor Verhaftung geflohen war. Er besuchte jüdische Bildungseinrichtungen in New York: Er machte seinen Abschluss an der Sholem Aleichem Elementary School und an der High School, die unter der Schirmherrschaft der Arbeter-Ring-Bewegung stand. Er studierte Musik am Institute of Musical Art (heute die Juilliard School) und anschließend ein Jahr lang in Paris bei Nadia Boulanger. Nach seiner Rückkehr in die USA setzte er seine Studien bei Lazar Weiner (Klavier), Albert Stoessel (Dirigieren) und Ernst Toch (Instrumentation) fort.
Rauch arbeitete seit seiner Studienzeit im jiddischen Theater als Komponist und Dirigent. Er leitete 35 Jahre lang die Jewish Music Alliance. Am Theater schrieb er zu vielen jiddischen Liedern Stücke, darunter sein wohl bekanntestes Lied Yidish redt zikh azoy sheyn. Er war mit der in New York geborenen Tänzerin und Choreographin Lillian Shapero (1908–1988) verheiratet, die ein Mitglied der ursprünglichen Truppe von Martha Graham (1929–1935) und von 1932 bis 1952 Choreografin des Yiddish Art Theatre von Maurice Schwartz war und von 1935 bis 1939 ihre eigene Truppe leitete.